# Pístovice
Pístovice jsou vesnice, část obce Račice-Pístovice v okrese Vyškov. Leží v kotlině mezi výběžky Drahanské vrchoviny, asi 8 km západně od Vyškova, v nadmořské výšce 290 až 320 m n. m. U vsi se nachází rybník (přírodní koupaliště), zvaný Pístovická riviéra, který je rekreačně využíván.

## Historie
Historie Pístovic je úzce spjata s historií Račic, s nimiž byly roku 1960 spojeny.

## Obyvatelstvo

### Struktura
Vývoj počtu obyvatel za celou obec i za jeho jednotlivé části uvádí tabulka níže, ve které se zobrazuje i příslušnost jednotlivých částí k obci či následné odtržení.
| Místní části   | Místní části   | 1869 | 1880 | 1890 | 1900 | 1910 | 1921 | 1930 | 1950 | 1961 | 1970 | 1980 | 1991 | 2001 | 2011 |
| -------------- | -------------- | ---- | ---- | ---- | ---- | ---- | ---- | ---- | ---- | ---- | ---- | ---- | ---- | ---- | ---- |
| Počet obyvatel | část Pístovice | 482  | 482  | 510  | 440  | 502  | 474  | 531  | 450  | 485  | 444  | 411  | 375  | 385  | 478  |
| Počet domů     | část Pístovice | 72   | 76   | 79   | 85   | 96   | 103  | 120  | 143  | 0    | 129  | 127  | 156  | 188  | 204  |

## Pamětihodnosti
- Zvonice
- Pomník Rudé armády
- Krucifix
- Kříž u zvonice

## Galerie

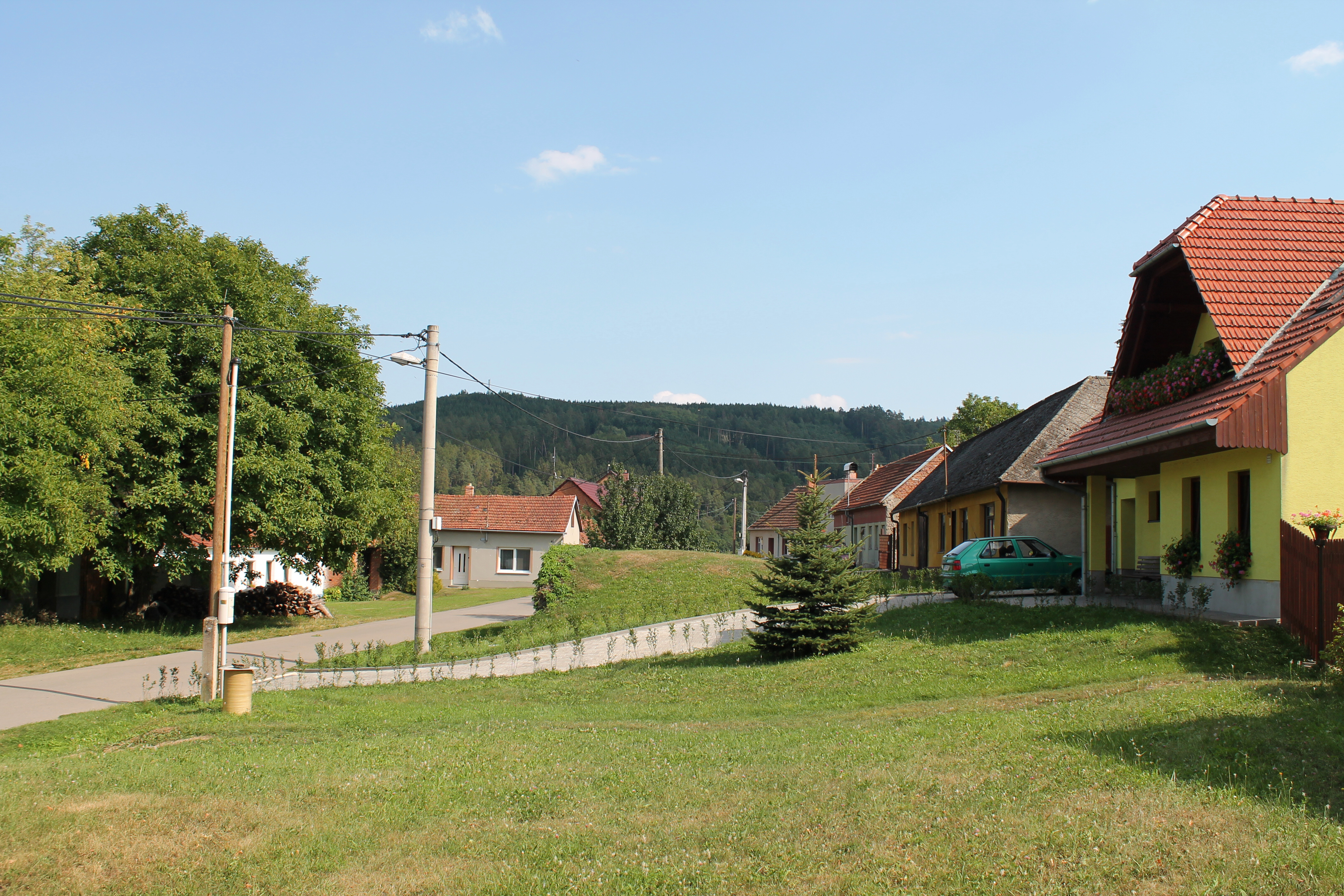
Pístovická náves
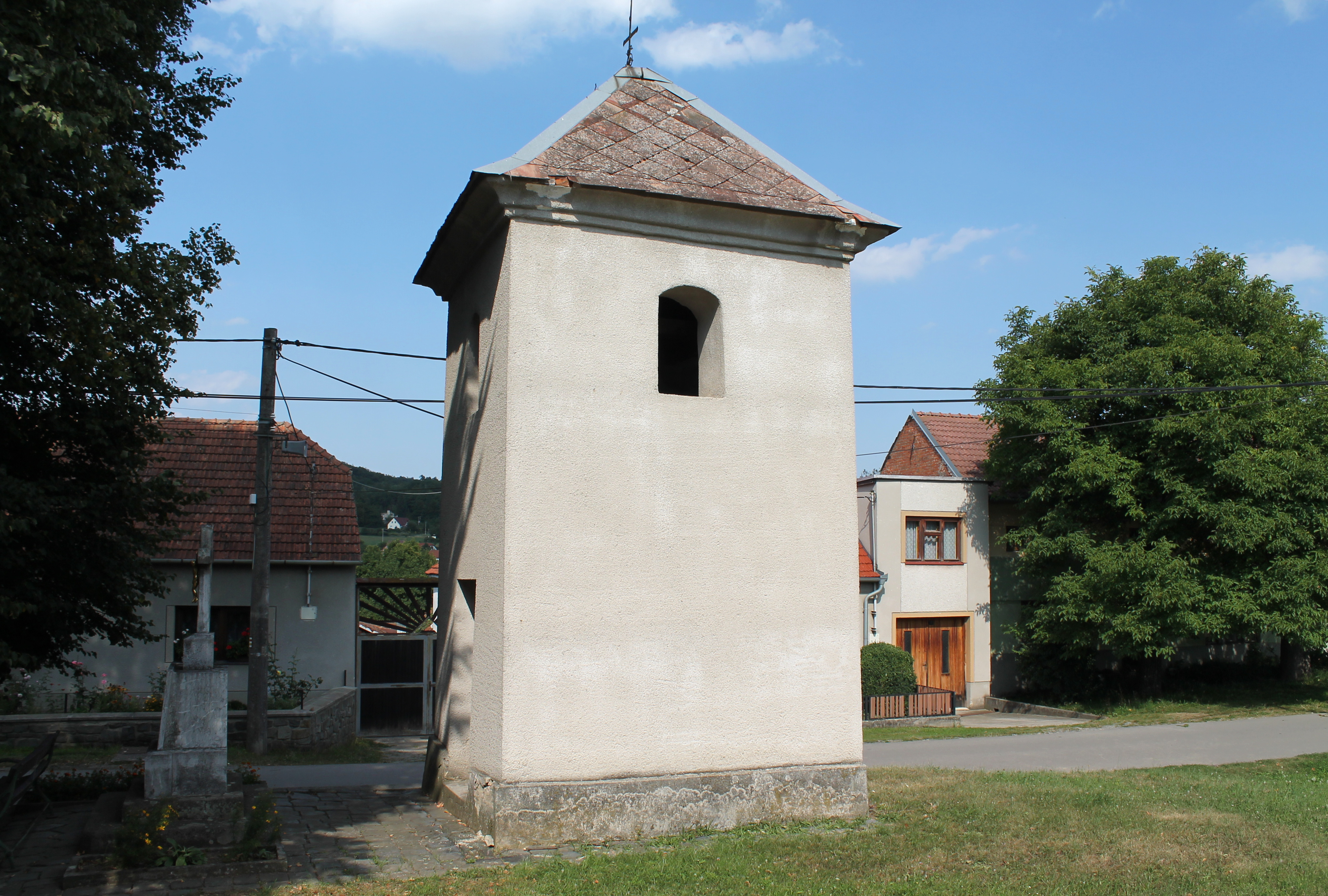
Zvonice
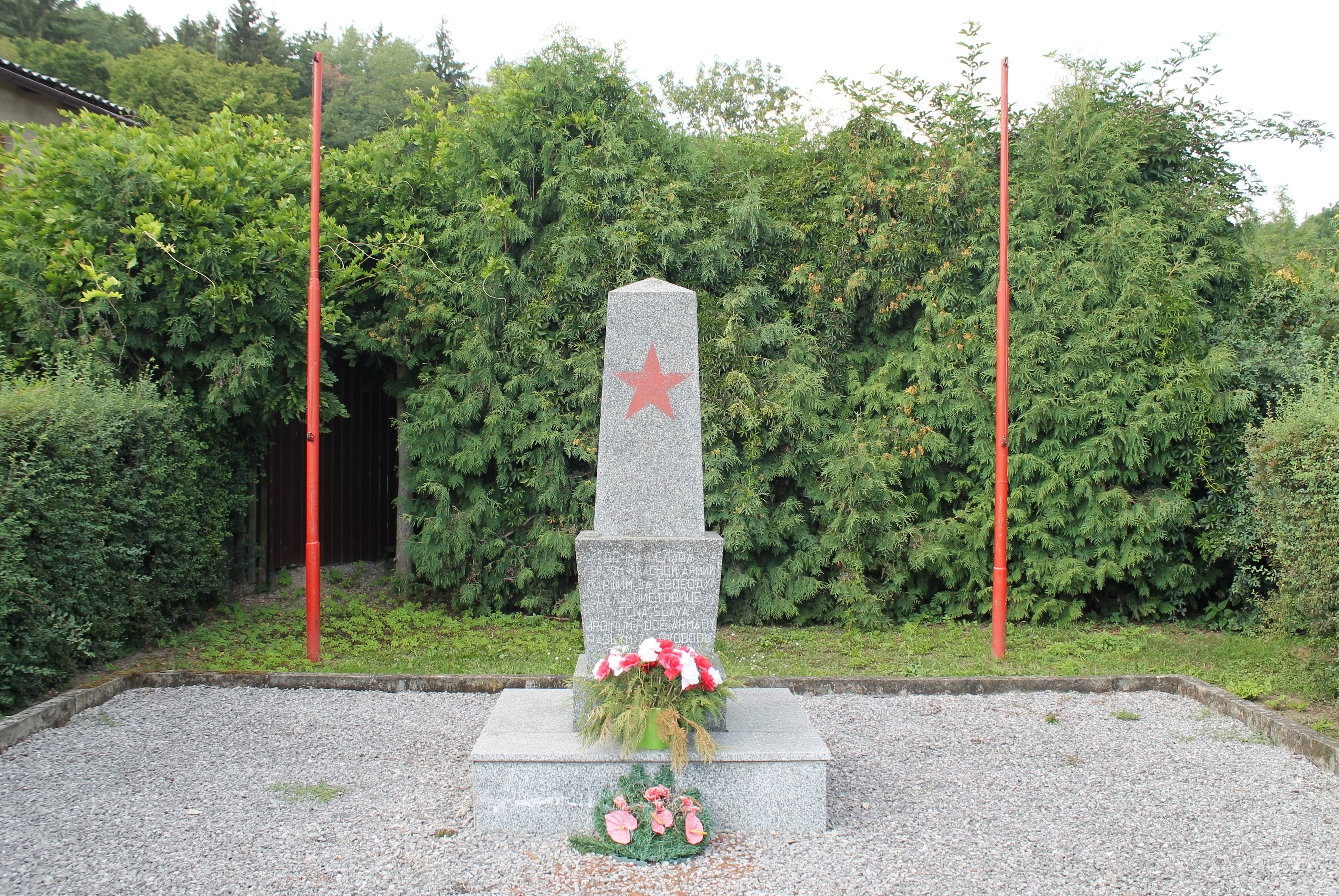
Pomník Rudé armády
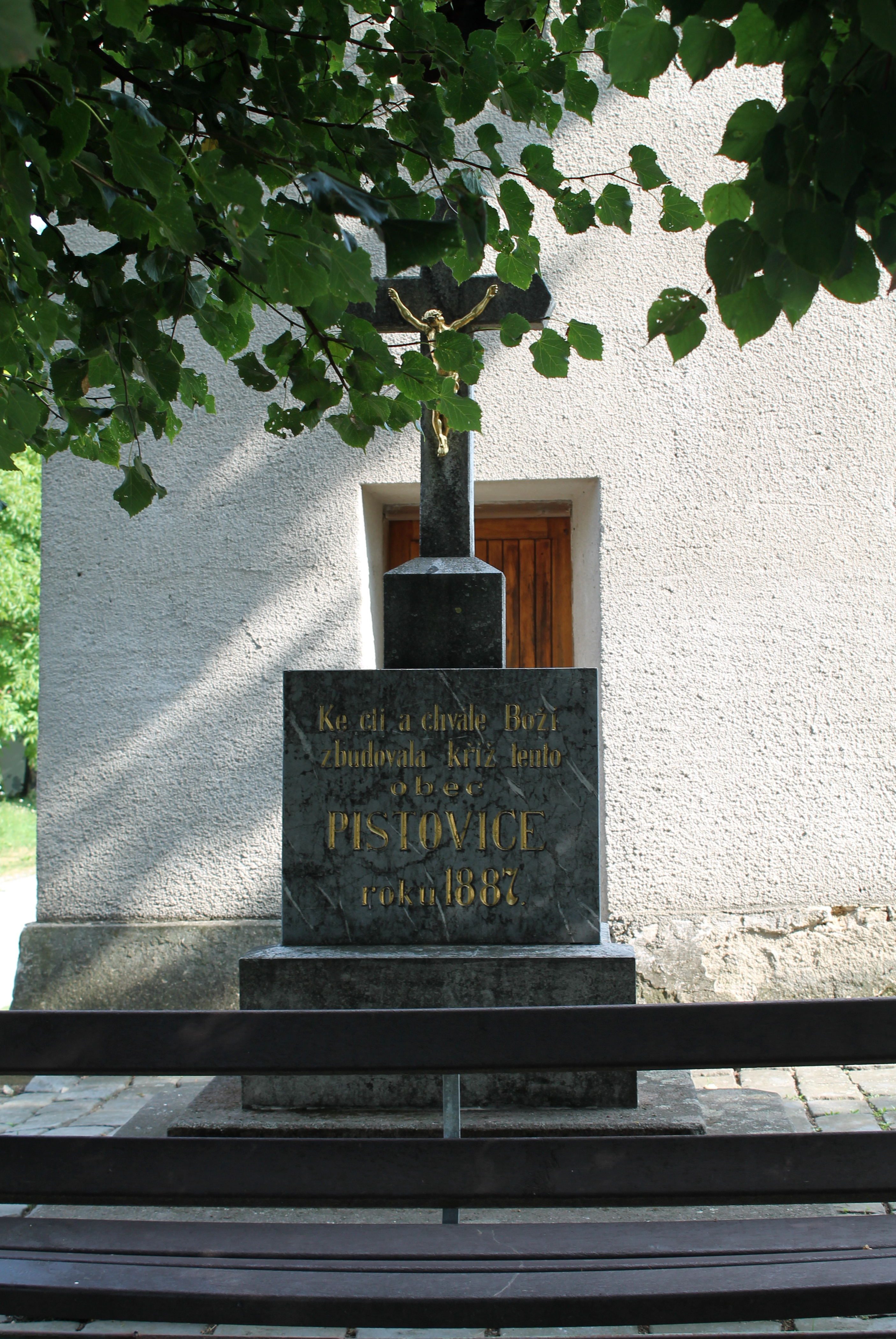
Kříž u zvonice
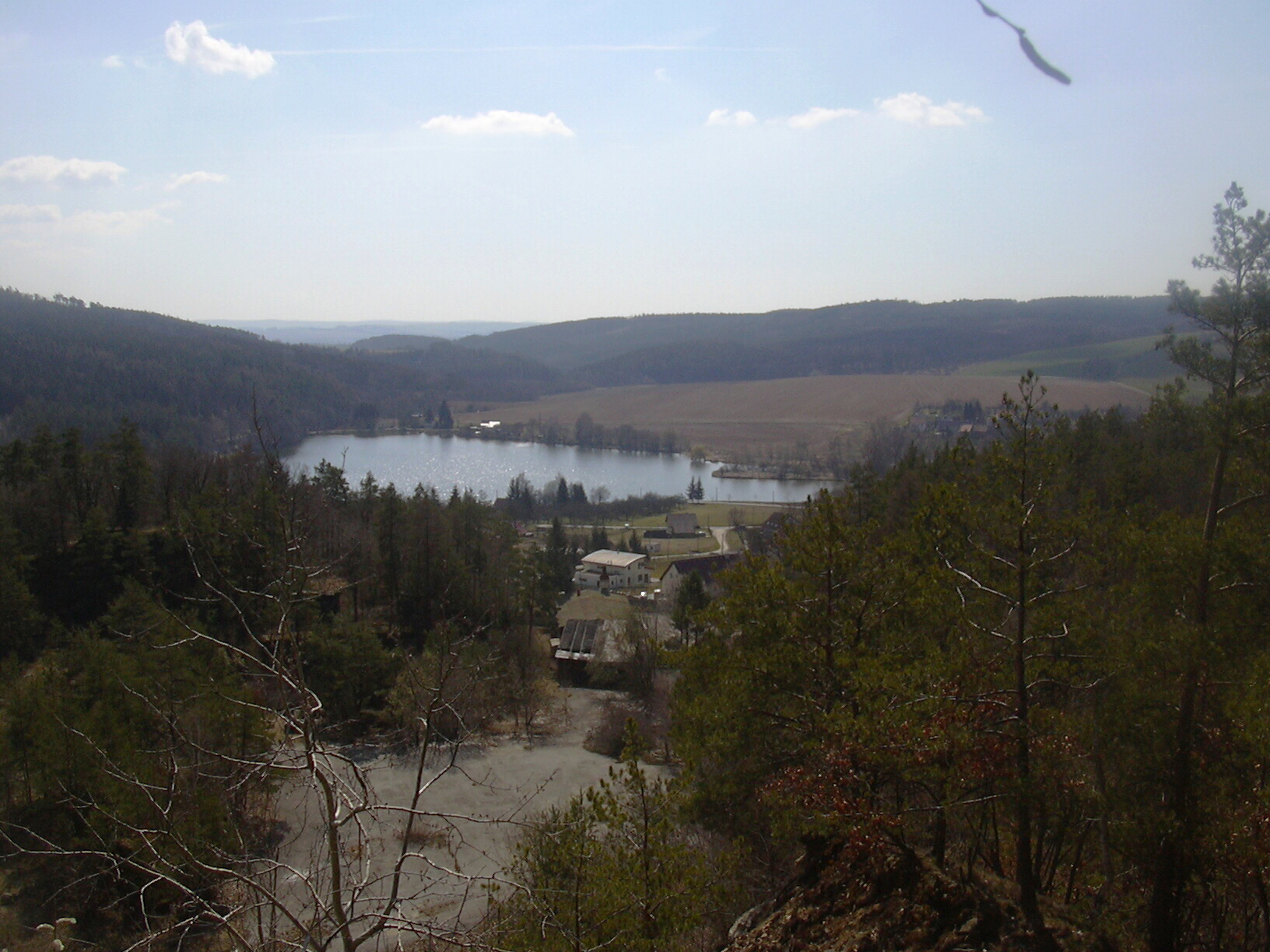
Pístovická riviéra